# Charles Lucas
Charles Lucas (Salisbury, 28 de juliol de 1808 − 23 de març de 1869), fou un compositor i director d'orquestra anglès.
A la Reial Acadèmia de Música hi fou deixeble de Lindey, i més tard el succeí en el càrrec. Estudià teoria musical amb Lord i Crotch. Diversos dels seus deixebles assoliren un merescuda fama, entre ells Joseph Barnaby, i desenvolupà alguns càrrecs honorífics; entre ells, el de director de la Reial Acadèmia musical el 1832 i principal director d'aquesta institució el 1839. Se li deuen diverses simfonies i altres composicions de música vocal i de saló.